# Longevità a Okinawa

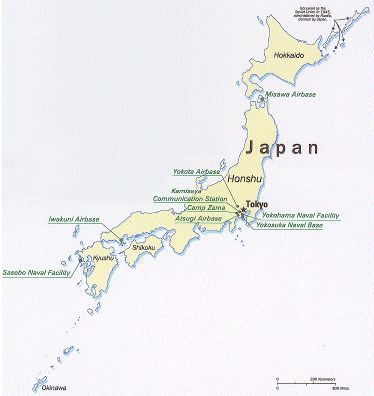
L'arcipelago di Okinawa si trova a sud-ovest nella mappa del Giappone

L'arcipelago di Okinawa, anche conosciuto come Isole Ryūkyū, fa parte del Giappone ed è una delle zone blu dove si registra una speranza di vita tra le più alte al mondo e di conseguenza anche un elevato numero di centenari. Tuttavia, negli ultimi decenni il crescente fenomeno di occidentalizzazione dell'alimentazione e dello stile di vita, hanno causato un abbassamento della speranza di vita nella regione. Nonostante questo il Giappone detiene ancora il primato mondiale per quanto riguarda la speranza di vita. Negli ultimi anni molti scienziati hanno studiato Okinawa e i suoi abitanti, allo scopo di chiarire quali siano i fattori che permettono la longevità in questa regione. In particolare, spicca su tutti il dato relativo al villaggio di Ōgimi, dove si registra l'indice di longevità più alto al mondo.

## Alimentazione
L'alimentazione svolge un ruolo fondamentale nella salute degli okinawesi. La cucina di Okinawa è basata sul consumo abituale di frutta e verdura, piccole porzioni di pesce, riso, soia e alghe. Il consumo di carne è esiguo e generalmente limitato a ridotte quantità di maiale e altre carni bianche. Ulteriore pilastro della cucina locale è la patata dolce, ottima fonte di energie, ma a basso contenuto di zuccheri. Il pesce viene spesso consumato crudo, con la cottura infatti si perdono numerose sostanze nutritive. Le spezie sono largamente utilizzate, soprattutto il curry e la curcuma. Il consumo di bevande alcoliche risulta molto ridotto, infatti le bevande più diffuse sono tè verde e tè nero, note come antiossidanti. Il latte e i suoi derivati non sono compresi nella dieta dell'arcipelago.

## Ambiente e stile di vita
Ci sono anche altri elementi che incidono nella particolare longevità e nella salute della popolazione di Okinawa, come la genetica, il clima soleggiato, la qualità dei servizi sanitari, il basso indice di inquinamento dell'aria e delle falde acquifere, il forte senso della comunità e l'attività fisica. Gli abitanti di Okinawa solitamente svolgono molte attività fisiche all'aria aperta, anche in età avanzata. Il karate e il kobudō sono le arti marziali che hanno avuto origine nell'arcipelago e vengono praticate assiduamente da buona parte degli abitanti, garantendo un corretto sviluppo psico-fisico. Inoltre si ipotizza che il concetto giapponese di ikigai, incida pesantemente sulla qualità della vita a Okinawa e possa favorire una vita felice e in salute.